# En lektion i bilvett
En lektion i bilvett (engelska: Goofy's Freeway Troubles, även Freewayphobia 2) är en amerikansk animerad kortfilm med Långben från 1965.

## Handling
Långben ska visa publiken hur man ska bete sig i trafiken på ett elegant sätt. Enda problemet är dock att han inte är någon bra bilförare.

## Om filmen
Filmen är en uppföljare till Freewayphobia som kom ut samma år som denna.

## Rollista
- Pinto Colvig – Långben
- Paul Frees – berättare[5]